# أوسكار ألبرت يونسن
أوسكار ألبرت يونسن (بالنرويجية: Oscar Albert Johnsen)‏ (و. 1876 – 1954 م) هو بروفيسور، ومؤرخ نرويجي، توفي عن عمر يناهز 78 عاماً.
| الميلاد | 13 أكتوبر 1876 |

| الوفاة | 11 أكتوبر 1954 (77 سنة) أوسلو |

| أبناء | آرنه أود يونسن |

## جوا النرويج
ن
ج على جوائز منها:
- Fridtjof Nansen Award for outstanding research, historical-philosophical class  [لغات أخرى]‏ (1937).